# 8221-es mellékút (Magyarország)
A 8221-es számú mellékút egy rövid, nem sokkal több, mint 3 kilométer hosszú, négy számjegyű mellékút Komárom-Esztergom vármegye területén. Kerékteleki és Bársonyos településeket kapcsolja össze a 81-es főúttal.

## Nyomvonala
Kerékteleki külterületén, a településtől északra ágazik ki a 81-es főútból, annak 54+350-es kilométerszelvénye közelében, délkelet felé. Alig pár méter után beletorkollik észak felől egy rövidke, alig 200 méteres alsóbbrendű út, ami a térkép és a Google Utcakép felvételei alapján teljesen úgy néz ki, mintha az ott lévő benzinkút vagy vendéglői parkoló kihajtója lenne, de ehhez mérten indokolatlanul, szükségtelenül széles, ráadásul országos közútként számozódik, 81 803-as útszámmal. E meglepő ténynek talán az lehet az oka, hogy az út és a 81-es főút által közrezárt kis zöld szigeten található a közutakon elhunytak emlékhelye, és ez az útszakasz talán azért lett közúttá nyilvánítva, hogy a területén hivatalos megemlékezések is lebonyolíthatók legyenek, anélkül hogy azokat a főút forgalma veszélyeztetné.
Nagyjából 500 métert halad az út délnyugat felé, majd ott délnek fordul és nem sokkal ezután eléri Kerékteleki lakott területének északi szélét. Fő utca néven húzódik, egy darabig dél-délkeleti irányban, majd 1,3 kilométer után ismét délnyugatnak fordulva. A belterület délnyugati széléig, amit 2,6 kilométer után ér el, akad még néhány kisebb-nagyobb irányváltása, végül nyugat felé hagyja el a települést. A folytatásban Bársonyos területén folytatódik, és ez utóbbi község lakott területének keleti szélén ér véget, beletorkollva a 8208-as útba, annak 24+600-as kilométerszelvénye közelében.
Teljes hossza, az országos közutak térképes nyilvántartását szolgáló kira.gov.hu adatbázisa szerint 3,343 kilométer.

## Települések az út mentén
- Kerékteleki
- Bársonyos